# Svarthårig skogsblomfluga
Svarthårig skogsblomfluga (Dasysyrphus pauxillus) är en tvåvingeart som först beskrevs av Samuel Wendell Williston  1887.  Svarthårig skogsblomfluga ingår i släktet skogsblomflugor, och familjen blomflugor. Arten är reproducerande i Sverige. Inga underarter finns listade i Catalogue of Life.